# Krzysztof Baculewski
Krzysztof Baculewski (ur. 26 grudnia 1950 w Warszawie) – polski kompozytor i wykładowca akademicki.

## Życiorys
Jest absolwentem Państwowej Wyższej Szkoły Muzycznej w Warszawie (1974); kompozycję studiował u W. Rudzińskiego. Studia uzupełnił w konserwatorium paryskim u Oliviera Messiaena i w zakresie muzyki elektroakustycznej w Groupe de Recherches Musicales (staż P. Schaeffera). W latach 1977–1980 wykładał w Instytucie Muzykologii Uniwersytetu Warszawskiego. W 1980 uzyskał stopień doktora nauk humanistycznych na podstawie pracy doktorskiej napisanej w Instytucie Muzykologii na Uniwersytecie Warszawskim, pod kierunkiem Józefa Chomińskiego, poświęconej warsztatowi kompozytorskiemu współczesnych polskich twórców.
Od 1973 współpracuje jako publicysta z „Ruchem Muzycznym”, ponadto z periodykami „Studio” oraz „Klasyka”. Od 1982 jest adiunktem na Wydziale Kompozycji, Dyrygentury i Teorii Muzyki Akademii Muzycznej w Warszawie, a od 1998 profesorem.
Jego utwory wykonywane były w Polsce oraz RFN, Francji, Węgrzech, Finlandii, USA, Ameryce Płd.
Jest laureatem konkursów kompozytorskich, m.in.:
- 1985 – II nagroda i wyróżnienie (I nagrody nie przyznano) na Konkursie z okazji XXV-lecia festiwalu Poznańska Wiosna Muzyczna za Koncert na orkiestrę i II Kwartet smyczkowy,
- 1990 – I nagroda na Konkursie Oddziału Warszawskiego ZKP za Antitheton I.

### Odznaczenia
W 2007 został nagrodzony Srebrnym Medalem „Zasłużony Kulturze Gloria Artis”.

### Publikacje
Historia muzyki polskiej. Tom VII. Współczesność cz. 2: 1975–2000. Sutkowski Edition, Warszawa 2012

## Ważniejsze kompozycje
- Sonata na perkusję solo (1972)
- Meander na flet solo (1973)
- Epitafium na orkiestrę (1974)
- Nowe Wyzwolenie, dramat muzyczny (1974)
- Vivace e Cantilena na flet, fortepian i kwintet smyczkowy (1974)
- La notte, kantat kameralna (1975)
- Trois Graces na organy (1975)
- Is-slottet na 12 instrumentów (1975)
- A la recherche des harmonies perdues na orkiestrę (1976–1977)
- Passacaglia na kwartet perkusyjny (1979)
- Partita na saksofon altowy i klawesyn (1980)
- Ground na orkiestrę (1981)
- Quartier Latin na taśmę (1981)
- Sonata wiosenna na flet solo (1982)
- Koncert na orkiestrę (1983)
- 3 kwartety smyczkowe (1984, 1985, 1986)
- The Whole and Broken Consort na zespół instrumentów dawnych (1986)
- Concerto armonico na orkiestrę smyczkową (1987)
- Partita na skrzypce i fortepian (1988)
- A Walking Shadow na małą orkiestrę symfoniczną (1990)